# Hilarius (papež)
Svatý Hilarius (narozen na Sardinii, zemřel 28. února 468 v Římě) byl římským papežem od 17. listopadu 461 do 28. února 468.

## Život
Byl legátem papeže sv. Lva I. na synodu zvaném latrocinalis (= zločinný) v Efesu, neboť jeho účastníky terorizovali císařští vojáci a nutili je k rozhodnutím, jaká si přál císař. Za svého pontifikátu urovnal spory disciplinárního rázu v tehdejší Galii a Španělsku a nařídil, aby se v jižní Galii, kde se vedly neustálé pře mezi tamními diecézemi (které se přely o primát v oblasti), konaly každoroční synody. Jeho synod, který zasedl v Římě 9. listopadu 465, je vůbec prvním římským synodem, jehož záznamy se v úplnosti dochovaly.
Hilarius je pochován vedle sv. Cyriaka a jeho svátek se slaví 10. září.

## Odkazy

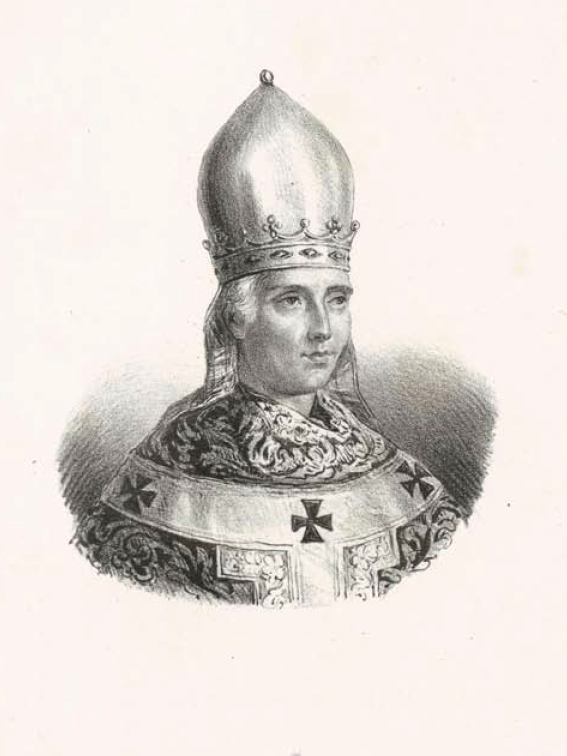
Svatý Hilarius